# Nyls Korstanje
Nyls Jan Korstanje (* 5. Februar 1999 in Sneek) ist ein niederländischer Schwimmer. Bei Weltmeisterschaften erschwamm er bis 2024 einmal Silber und einmal Bronze auf der 50-Meter-Bahn sowie einmal Silber und zweimal Bronze auf der 25-Meter-Bahn. Auf der Langbahn gewann er bei Europameisterschaften eine Goldmedaille und zwei Silbermedaillen und auf der Kurzbahn siegte er einmal mit der 4-mal-50-Meter-Mixed-Lagenstaffel.

## Sportliche Karriere

### Die Jahre bis zur ersten Olympiateilnahme 2021
Korstanje ist ein Spezialist im Freistilschwimmen und im Schmetterlingsschwimmen. Seine beste Platzierung bei den Junioreneuropameisterschaften 2016 war der vierte Platz über 50 Meter Schmetterling, als er eine Medaille nur um 0,06 Sekunden verfehlte. Ende 2016 nahm er in der Erwachsenenklasse an den Kurzbahnweltmeisterschaften 2016 im kanadischen Windsor teil. Er wurde Sechster mit der 4-mal-100-Meter-Freistilstaffel und Fünfter mit der 4-mal-50-Meter-Freistilstaffel. Die niederländische 4-mal-50-Meter-Mixed-Freistilstaffel mit Jesse Puts, Nyls Korstanje, Ranomi Kromowidjojo und Maaike de Waard erkämpfte die Silbermedaille hinter der russischen Staffel und schlug eine Hundertstelsekunde vor den drittplatzierten Kanadiern an. 2017 belegte Korstanje bei den Junioreneuropameisterschaften dreimal den vierten Platz. Über 50 Meter Schmetterling fehlten ihm 0,08 Sekunden zur Bronzemedaille, über 100 Meter Freistil waren es 0,29 Sekunden und über 50 Meter Freistil 0,05 Sekunden. Ende des Jahres bei den Kurzbahneuropameisterschaften 2017 in Kopenhagen belegte Korstanje zunächst den vierten Platz mit der 4-mal-50-Meter-Freistilstaffel. Über 50 und 100 Meter Freistil schied er jeweils im Halbfinale aus. Die 4-mal-50-Meter-Mixed-Freistilstaffel mit Nyls Korstanje, Kyle Stolk, Ranomi Kromowidjojo und Femke Heemskerk gewann den Titel mit 0,14 Sekunden Vorsprung vor dem russischen Quartett und stellte in 1:28,39 Minuten einen neuen Weltrekord auf. Für ihren Einsatz im Vorlauf erhielten auch Jesse Puts, Valerie van Roon und Tamara van Vliet eine Goldmedaille.
Im Jahr darauf bei den Europameisterschaften in Glasgow belegte Korstanje mit der 4-mal-100-Meter-Freistilstaffel der Männer sowie über 50 Meter Schmetterling jeweils den sechsten Platz. Mit der Lagenstaffel der Männer wurde er Siebter, wobei Korstanje hier auf der Rückenlage eingesetzt wurde. Die 4-mal-100-Meter-Mixed-Freistilstaffel mit Nyls Korstanje, Stan Pijnenburg, Femke Heemskerk und Ranomi Kromowidjojo schlug als Zweite hinter der Staffel aus Frankreich an. Kyle Stolk und Kira Toussaint erhielten für ihren Vorlaufeinsatz ebenfalls Silber. 2019 bei den Weltmeisterschaften in Gwangju schied Kostanje sowohl mit der Männer-Freistilstaffel als auch mit der Männer-Lagenstaffel im Vorlauf aus.
2020 fanden wegen der COVID-19-Pandemie keine internationalen Meisterschaften statt. Im Mai 2021 wurden die eigentlich für 2020 geplanten Europameisterschaften in Budapest ausgetragen. Korstanje wurde Fünfter über 50 Meter Schmetterling und Achter mit der 4-mal-100-Meter-Freistilstaffel. Mit der Mixed-Lagenstaffel erhielt Korstanje eine Silbermedaille. Nachdem sich Ranomi Kromowidjojo, Arno Kamminga, Nyls Korstanje und Femke Heemskerk mit der viertbesten Vorlaufzeit qualifiziert hatten, schwammen im Finale Kira Toussaint, Kamminga, Korstanje und Heemskerk auf den zweiten Platz hinter den Briten. Zwei Monate später fanden die ebenfalls verschobenen Olympischen Spiele in Tokio statt. Die 4-mal-100-Meter-Freistilstaffel der Männer mit Nyls Korstanje, Stan Pijnenburg, Thom de Boer und Jesse Puts schied mit der 12. Vorlaufzeit aus. Im Wettbewerb der 4-mal-100-Meter-Mixed-Lagenstaffeln erreichten Toussaint, Kamminga, Korstanje und Kromowidjojo das Finale mit der sechstschnellsten Vorlaufzeit. Im Endlauf waren Toussaint, Kamminga, Korstanje und Heemskerk zwei Sekunden schneller als die Vorlaufstaffel und wurden Sechste. Über 100 Meter Schmetterling belegte Korstanje im Halbfinale den 12. Platz. Im Dezember fanden in Abu Dhabi die Kurzbahnweltmeisterschaften 2021 statt. Korstanje wurde Vierter mit der 4-mal-100-Meter-Freistilstaffel und Sechster sowohl über 50 Meter Schmetterling als auch mit der Männer-Lagenstaffel. Die 4-mal-50-Meter-Mixed-Lagenstaffel mit Tessa Giele, Arno Kamminga, Nyls Korstanje und Kim Busch erreichte das Finale mit der drittschnellsten Vorlaufzeit. Im Endlauf waren Toussaint, Kamminga, Kromowidjojo und Thom de Boer über zwei Sekunden schneller als die Vorlaufstaffel und blieben nur 0,02 Sekunden über dem Weltrekord.

### Die Jahre bis zur zweiten Olympiateilnahme 2024
Im Juni 2022 bei den Weltmeisterschaften in Budapest schied Korstanje über 50 Meter und über 100 Meter Schmetterling jeweils im Halbfinale aus. In der 4-mal-100-Meter-Mixed-Lagenstaffel siegte das Quartett aus den Vereinigten Staaten vor dem aus Australien. Kira Toussaint, Arno Kamminga, Nyls Korstanje und Marrit Steenbergen erhielten die Bronzemedaille knapp vor den Briten und den Italienern. Im August wurden in Rom die Europameisterschaften ausgetragen. Über 50 Meter Schmetterling wurde Korstanje Vierter mit 0,03 Sekunden Rückstand auf die Bronzemedaille und über 100 Meter Schmetterling wurde er Siebter. In der Mixed-Lagenstaffel siegten Toussaint, Kamminga, Korstanje und Steenbergen mit fast zwei Sekunden Vorsprung vor den Italienern, wobei im Vorlauf Tessa Giele dabei war. Mit der 4-mal-100-Meter-Mixed-Freistilstaffel schwamm Korstanje auf den sechsten Platz. Im Dezember bei den Kurzbahnweltmeisterschaften 2022 in Melbourne wurde Korstanje Achter mit der 4-mal-100-Meter-Freistilstaffel der Männer. Die 4-mal-50-Meter-Freistilstaffel mit Kenzo Simons, Nyls Korstanje, Stan Pijnenburg und Thom de Boer schlug als Dritte hinter den Australiern und den Italienern an. Während die Mixed-Lagenstaffel im Finale disqualifiziert wurde, schlugen in der 4-mal-50-Meter-Freistilstaffel Kenzo Simons, Thom de Boer, Maaike de Waard und Marrit Steenbergen als Dritte hinter Frankreich und Australien an. Für ihren Vorlaufeinsatz erhielten auch Stan Pijnenburg und Nyls Korstanje eine Bronzemedaille.
2023 gewann Korstanje im Juni auf der 50-Meter-Bahn die niederländischen Meistertitel über 50 Meter Freistil und über 100 Meter Schmetterling. Einen Monat später bei den Weltmeisterschaften in Fukuoka schwamm die 4-mal-100-Meter-Mixed-Lagenstaffel mit Maaike de Waard, Arno Kamminga, Nyls Korstanje und Marrit Steenbergen die drittschnellste Vorlaufzeit. Im Finale blieb das Quartett aus den Niederlanden zwar die schnellste europäische Staffel, belegte aber nur den vierten Platz hinter China, Australien und den Vereinigten Staaten. Über 100 Meter Schmetterling erreichte Korstanje ebenfalls das Finale und wurde Fünfter.
Im Februar 2024 bei den Weltmeisterschaften in Doha schlugen über 50 Meter Schmetterling Nyls Korstanje und der Kanadier Finlay Knox als zeitgleiche Neunte eine Hundertstelsekunde hinter dem Südkoreaner Baek In-chul an, der als Achter gerade noch das Finale erreichte. Über 100 Meter Schmetterling erreichte Korstanje den Endlauf und wurde Vierter mit 0,09 Sekunden Rückstand auf den Drittplatzierten. Die 4-mal-100-Meter-Lagenstaffel mit Kai van Westering, Caspar Corbeau, Nyls Korstanje und Stan Pijnenburg erreichte den Endlauf mit der zweitbesten Vorlaufzeit. Im Finale waren van Westering, Arno Kamminga, Korstanje und Pijnenburg noch einmal anderthalb Sekunden schneller und gewannen die Silbermedaille hinter dem Quartett aus den Vereinigten Staaten. Fünf Monate später bei den Olympischen Spielen in Paris schwamm Korstanje in den Endlauf über 100 Meter Schmetterling und belegte den sechsten Platz. Die Lagenstaffel mit van Westering, Corbeau, Korstanje und Pijnenburg wurde Achte. In der 4-mal-100-Meter-Mixed Lagenstaffel waren Tessa Giele und Kai van Westering nur im Vorlauf dabei. Im Endlauf schwammen Kira Toussaint, Caspar Corbeau, Nyls Korstanje und Marrit Steenbergen auf den sechsten Platz.